# Xylopia cupularis
Xylopia cupularis este o specie de plante angiosperme din genul Xylopia, familia Annonaceae, descrisă de Gottfried Wilhelm Johannes Mildbraed. Conform Catalogue of Life specia Xylopia cupularis nu are subspecii cunoscute.